# هوفرانکنهایم
هوفرانکنهایم (به فرانسوی: Hohfrankenheim) یک کمون در فرانسه با جمعیت ۲۶۴ نفر است که در Canton of Hochfelden واقع شده‌است.